# Clos du Doubs
Clos du Doubs je obec ve švýcarském kantonu Jura. Žije zde přibližně 1 300 obyvatel.
Vznikla 1. ledna 2009 sloučením bývalých obcí Epauvillers, Epiquerez, Montenol, Montmelon, Ocourt, Saint-Ursanne a Seleute a je pojmenována po oblasti Clos du Doubs. Sídlem obecní správy je Saint-Ursanne.

## Geografie
Obec se nachází ve střední části kantonu Jura, poblíž hranic s Francií. Většinu území obce tvoří protáhlé údolí řeky Doubs s četnými zákruty.
Sousedními obcemi jsou Montfaucon, Soubey, Saint-Brais, La Baroche, Haute-Sorne, Boécourt, Cornol, Courgenay a Fontenais v kantonu Jura a Montancy a Burnevillers v sousední Francii.